# Charlotte Elliott

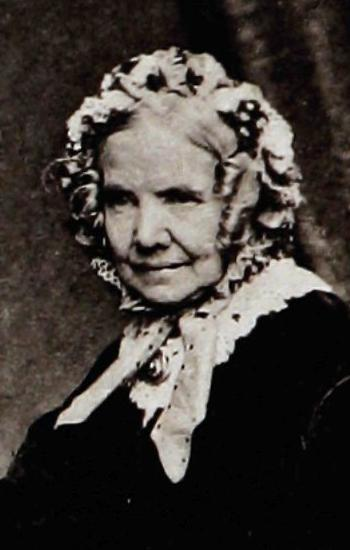
Charlotte Elliott

Charlotte Elliott (* 18. März 1789 in Brighton; † 22. September 1871) war eine britische Dichterin und Verfasserin von Kirchenliedern. Am bekanntesten ist sie für ihr geistliches Lied „Just as I am“.

## Leben
Charlotte Elliott wurde als die Tochter des Seidenhändlers Charles Elliot und seiner Frau Eling Venn geboren. Eling Venn war die Tochter des Predigers Henry Venn und die Schwester des Sozialreformers und Philanthropen John Venn.
Die ersten 32 Jahre ihres Lebens verbrachte sie in Clapham. Im Jahr 1832 zog sie nach Brighton um. Sie war ein Mitglied der Church of England, konnte jedoch aus gesundheitlichen Gründen nicht an deren Gottesdiensten teilnehmen. Im Alter von 32 Jahren, nachdem sie bereits 13 Jahre lang Invalidin gewesen war, veröffentlichte sie im Jahr 1834 „Just as I am“. William B. Bradbury komponierte die Musik zu dem Lied, das später in zahlreiche Sprachen übersetzt wurde.
Insgesamt schrieb Elliot etwa 150 Kirchenlieder und zahlreiche Gedichte.
Im Jahr 1871 starb sie und ist heute zusammen mit ihren Brüdern auf dem Friedhof der St. Andrew’s Church, Hove, beerdigt.